# Yellow (manga)
Pour les articles homonymes, voir Yellow.
Yellow (イエロー) est un manga yaoi écrit et dessiné par la mangaka Makoto Tateno, publié au Japon par les éditions Biblos entre 2002 et 2004. Le récit raconte l'histoire de deux « agents secrets », Taki et Goh, leurs aventures et l'amour qu'ils partagent. L’œuvre est traduite en plusieurs langues. Sa publication francophone est réalisée par Asuka en 2009. Deux suites, Yellow 2 et Yellow R, sortiront respectivement en 2009 et 2011.

## Résumé
Deux jeunes « agents secrets » de 22 ans, Goh et Taki, travaillent en équipe pour le propriétaire du Café Roost, Shigeyuki Tsunega, pour le compte duquel ils volent de la drogue à des trafiquants. Le but est d’enquêter sur le trafic et de préparer le terrain pour l'intervention de la police. Comme tous deux vivent également ensemble, leur relation est pleine de conflits. Le brun Taki est un coureur de jupons, tandis que Goh aux cheveux noirs, qui peut crocheter n'importe quelle serrure, aime les hommes - et flirte allègrement avec Goh. Mais celui-ci ne cesse de le repousser et semble agacer par son comportement. Leurs missions les mettent toujours en danger, mais malgré leurs conflits personnels, ils peuvent compter l'un sur l'autre, même si cela n'apparaît pas toujours ainsi aux yeux des étrangers. Au fil du temps, Taki doit admettre qu'il est tombé amoureux de Goh...

## Personnages
- Goh : Grand, cheveux noirs et âgé de 22 ans, il a un caractère joyeux et extraverti. Il est bon au combat au corps à corps et au crochetage de serrures. Homo, il a la mauvaise habitude de tomber amoureux de ses partenaires.
- Taki : Brun de 22 ans, coéquipier de Goh. Il est un expert en informatique. Hétéro, il semble froid et distant, et a un passé assez sombre.

## Manga
La série est pré-publiée au Japon dans Magazine Be × Boy (en) de l'éditeur Biblos entre 2001 et 2004. Elle sort en édition reliée de 4 volumes entre 2002 et 2004.
En France, la série est publiée en 4 volumes dans la collection Boy's Love des éditions Asuka et est à « destination d'un public averti ».
| no | Japonais        | Japonais      | Français       | Français          |
| no | Date de sortie  | ISBN          | Date de sortie | ISBN              |
| --- | --------------- | ------------- | -------------- | ----------------- |
| 1 | 5 novembre 2002 | 4-8352-1389-0 | avril 2009     | 978-2-8496-5566-5 |
| Liste des chapitres : - YELLOW act. 1 - YELLOW act. 2 - YELLOW act. 3 - Rendez-vous - Delicious - un jour à leur table                                                             |                 |               |                |                   |
| 2 | 10 juillet 2003 | 4-8352-1472-2 | juin 2009      | 978-2-8496-5610-5 |
| Liste des chapitres : - YELLOW act. 4 - YELLOW act. 5 - YELLOW act. 6 - KISS & GIN & CIGARETTE - YELLOW version 2007 - YELLOW perfect list of suspects - Postface                  |                 |               |                |                   |
| 3 | 10 avril 2004   | 4-8352-1577-X | août 2009      | 978-2-8496-5652-5 |
| Liste des chapitres : - YELLOW act. 7 - YELLOW act. 8 - YELLOW act. 9 - YELLOW act. 10 - YELLOW act. 11 - Le Fugitif                                                               |                 |               |                |                   |
| 4 | 9 octobre 2004  | 4-8352-1661-X | octobre 2009   | 978-2-8496-5686-0 |
| Liste des chapitres : - YELLOW act. 12 - YELLOW act. 13 - YELLOW act. 14 - YELLOW act. 15 - YELLOW act. 16 - HONEY & MOON - YELLOW EX - YELLOW perfect list of suspects - Postface |                 |               |                |                   |

La série est rééditée en 2013, en édition limitée Perfect et condensée en deux volumes, toujours chez Asuka.

## Analyse

### Origine du titre
Le titre Yellow signifie « jaune » en anglais. Il renvoie ici à la couleur des feux de circulation, en particulier à la deuxième couleur ː le jaune (ou orange selon les pays). Celle-ci attire l'attention pour rappeler aux conducteurs à faire attention, à avoir une plus grande prudence. Dans ce manga, elle a une deuxième signification. Elle fait aussi référence à la relation entre les deux jeunes hommes : le jaune est la couleur du lemon (« citron » en anglais) qui dans l'univers de la fanfiction est un terme utilisé pour indiquer qu'une histoire contient des scènes de sexe.

### Relation entre Taki et Goh
Dans ce manga, les deux personnages principaux sont posés sur un même pied d'égalité sur le plan physique. On ne parle à aucun moment d'une relation de seme-uke, ce qui est souvent le cas dans les manga yaoi. Taki est présenté comme étant « hétéro jusqu'au bout des ongles », et Goh est présenté comme étant « homo jusqu'au bout des ongles ». Sur l'aspect sentimental, ce manga est surtout concentré sur les avances de Goh à Taki et sur la résistance que ce dernier lui oppose.

## Produits dérivés

### Suites
La mangaka Makoto Tateno continue les aventures de Taki et Goh dans deux autres séries.
La première, Yellow 2, est composée de trois volumes. Elle est sortie au Japon sur téléphones mobiles uniquement et a été publiée en anglais par Digital Manga Publishing en 2009-2010. Elle est inédite dans les pays francophones.
La seconde, Yellow R, est composée de deux volumes et sort en 2011. Celle-ci est publiée, toujours en deux volumes, chez Asuka en 2014.

### Drama-CD
Un drama-CD du premier volume de la première série sort en mai 2003. Les rôles principaux sont joués par Hideo Ishikawa (Goh) et Takahiro Sakurai (Taki).